# 평정공 윤호 신도비
평정공 윤호 신도비(平靖公 尹壕 伸道碑)는 대한민국 경기도 연천군 미산면 아미리에 있는, 평정공 윤호(1424~1496)의 신도비이다. 2005년 12월 5일 경기도의 문화재자료 제137호로 지정되었다.

## 개요
평정공 윤호(1424~1496)의 신도비는 도로변의 나지막한 구릉상에 남서향하여 위치한다. 신도비는 조각 기법이 탁월하여 그 예술적 가치를 인정받고 있는데, 건립 당시 비각이 있었으나 현재는 한국 전쟁 중에 전소되어 4개의 주춧돌만 남아 있다. 신도비의 비좌는 백색 화강암으로 전후 9엽, 좌우 4엽씩 복련문이 있다. 비신의 전면에만 비문이 있는데, 한국전쟁 때 입은 수많은 탄흔으로 판독은 불가능하다. 이수는 검게 산화되어 있으나 운문속에 입을 벌려 혀를 널름거리고 날카로운 이빨과 매서운 눈, 턱 밑의 수염과 발톱이 세 개인 용이 정교하게 조각되어 있다. 신도비 아래에는 하마비가 있다.

## 같이 보기
- 윤호

## 참고 문헌
- 평정공윤호신도비 - 국가유산청 국가유산포털